# Ironi Tiberias
Ironi Tiberias (Hebreeuws: עירוני טבריה) is een Israëlische voetbalclub uit Tiberias.
De club ontstond in 2001 uit een fusie tussen Beitar Tiberias (opgericht in 1950) en Hapoel Mo'atza Ezorit Galil Tahton en speelde vervolgens als Hapoel Galil Tahton/Tiberias. In 2006 werd de huidige naam aangenomen. Andere clubs uit Tiberias die op het hoogste niveau actief waren, Maccabi Tiberias (opgericht in 1925) en Hapoel Tiberias (opgericht in 1935), waren in de jaren 1990 failliet gegaan. 
In 2007 promoveerde Ironi Tiberias naar de Liga Alef. Nadat de club in 2011 en 2012 dicht bij promotie was, lukte het in 2014 om via playoffwedstrijden naar de Liga Leumit te promoveren. En jaar later degradeerde Ironi Tiberias alweer. In 2018 bereikte de club wederom de promotieplayoffs maar promoveerde niet. In 2020 moest Ironi Tiberias via playoffwedstrijden juist degradatie voorkomen. De met financiële problemen kampende club werd in 2021 overgenomen door verzekeraar Dorot. In het seizoen 2021/22 promoveerde de club naar de Liga Leumit. Een jaar later liep de club net promotie naar het hoogste niveau mis en behaalde de halve finale om de Toto Cup van het tweede niveau. In het seizoen 2023/24 won Ironi Tiberias de Toto Cup van het tweede niveau en promoveerde na een tweede plaats voor het eerst naar de Ligat Ha'Al. Hier wist de club in het seizoen 2024/25 na een twaalfde plaats in de reguliere competitie pas in de slotronde van de degradatiepoule lijfsbehoud veilig te spelen.
MS Asjdod · 
Beitar Jeruzalem ·
Hapoel Beër Sjeva · 
Ihoud Bnei Sachnin ·
Hapoel Haifa · 
Hapoel Ironi Kiryat Shmona · 
Hapoel Jeruzalem FC ·
Hapoel Petach Tikwa ·
Hapoel Tel Aviv ·
Ironi Tiberias ·
Maccabi Bnei Reineh FC ·
Maccabi Haifa ·
Maccabi Netanja ·
Maccabi Tel Aviv FC